# باول روزنبرغ (تاجر أعمال فنية)
باول روزنبرغ (بالفرنسية: Paul Rosenberg)‏ هو تاجر أعمال فنية فرنسي، ولد في 29 ديسمبر 1881 في الدائرة التاسعة في باريس في فرنسا، وتوفي في 29 يونيو 1959 في نويي-سور-سين في فرنسا.